# Marathon van Berlijn 1985
De marathon van Berlijn 1985 werd gelopen op zondag 29 september 1985. Het was de twaalfde editie van de marathon van Berlijn. Van de 8834 ingeschreven marathonlopers uit 49 landen, behaalden er 7315 de finish.
Ondanks de regen werden er twee parcoursrecords gelopen. De Engelsman James Ashworth finishte bij de mannen als eerste in 2:11.43. De Belgische Magda Ilands was de snelste vrouw in 2:34.10. Net als het jaar ervoor won Bosse Lindquist uit Zweden de rolstoelwedstrijd.

## Uitslagen
Mannen
| rang   | naam                 | land | tijd    |
| ------ | -------------------- | ---- | ------- |
| Goud   | James Ashworth       | ENG  | 2:11.43 |
| Zilver | Henrik Albahn        | DEN  | 2:13.47 |
| Brons  | Marc De Blander      | BEL  | 2:13.59 |
| 4      | Gyula Borka          | HUN  | 2:14.02 |
| 5      | Justin Gloden        | LUX  | 2:14.28 |
| 6      | Zbigniew Pierzynka   | POL  | 2:14.41 |
| 7      | Johan Skovbjerg      | DEN  | 2:14.50 |
| 8      | Eleuterio Anton      | ESP  | 2:15.39 |
| 9      | Bogdan Sliwinski     | POL  | 2:15.44 |
| 10     | Jozef Ziubrak        | POL  | 2:16.08 |
| 11     | Willem Zeegers       | NED  | 2:16.35 |
| 12     | Lucien Rottiers      | BEL  | 2:16.56 |
| 13     | Ian Beauchamp        | ENG  | 2:17.22 |
| 14     | Ingo Sensburg        | GER  | 2:17.33 |
| 15     | Joseph Perske        | USA  | 2:17.52 |
| 16     | Gerard Helme         | ENG  | 2:17.57 |
| 17     | Victor-Manuel Mora   | COL  | 2:18.12 |
| 18     | Niels-Kim Hjorth     | DEN  | 2:18.25 |
| 19     | Richard Umberg       | SUI  | 2:18.37 |
| 20     | Klaas Lok            | NED  | 2:18.39 |
| 21     | Marek Wojciakowski   | POL  | 2:18.52 |
| 22     | Neil Featherby       | ENG  | 2:19.07 |
| 23     | Karsten Marowski     | GER  | 2:19.28 |
| 24     | Palle-Redder Madsen  | DEN  | 2:19.37 |
| 25     | Sigurdur Sigmundsson | ISL  | 2:19.46 |

Vrouwen
| rang   | naam               | land | tijd    |
| ------ | ------------------ | ---- | ------- |
| Goud   | Magda Ilands       | BEL  | 2:34.10 |
| Zilver | Karen Holdsworth   | ENG  | 2:35.18 |
| Brons  | Agnes Sipka        | HUN  | 2:35.27 |
| 4      | Gabriela Wolf      | GER  | 2:36.04 |
| 5      | Gabriela Górzyńska | POL  | 2:38.13 |
| 6      | Heidi Jacobsen     | NOR  | 2:38.29 |
| 7      | Angelika Dunke     | GER  | 2:39.35 |
| 8      | Helene Eschler     | SUI  | 2:43.02 |
| 9      | Linda Delvaux      | LUX  | 2:43.41 |
| 10     | Mette Holm         | DEN  | 2:44.42 |
| 11     | Sylvia Kerambrum   | ENG  | 2:45.03 |
| 12     | Lorna Irving       | SCO  | 2:45.34 |
| 13     | Celia Duncan       | ENG  | 2:46.00 |
| 14     | Helle Dossing      | DEN  | 2:46.39 |
| 15     | Sonja Ambrosy      | GER  | 2:47.19 |
| 16     | Helena Koziorynska | POL  | 2:49.47 |
| 18     | Annemarie Grüner   | GER  | 2:50.33 |
| 19     | Vibeke Nielsen     | DEN  | 2:50.42 |
| 21     | Barbara Paczos     | POL  | 2:51.42 |
| 24     | Sigrid Lomsky      | GER  | 2:56.12 |

1974 ·
1975 ·
1976 ·
1977 ·
1978 ·
1979 ·
1980 ·
1981 ·
1982 ·
1983 ·
1984 ·
1985 ·
1986 ·
1987 ·
1988 ·
1989 ·
1990 ·
1991 ·
1992 ·
1993 ·
1994 ·
1995 ·
1996 ·
1997 ·
1998 ·
1999 ·
2000 ·
2001 ·
2002 ·
2003 ·
2004 ·
2005 ·
2006 ·
2007 ·
2008 ·
2009 ·
2010 ·
2011 ·
2012 ·
2013 ·
2014 ·
2015 ·
2016 ·
2017 ·
2018